# اتفاقية الآثار العابرة للحدود للحوادث الصناعية
اتفاقية الآثار العابرة للحدود للحوادث الصناعية ( بالإنجليزية: Convention on the Transboundary Effects of Industrial Accidents) هي اتفاقية لجنة الأمم المتحدة الاقتصادية لأوروبا (ECE) الموقعة في هلسنكي، فنلندا، في 17 مارس 1992، ودخلت حيز التنفيذ في 19 أبريل 2000. الاتفاقية مخصصة لحماية الناس والبيئة من الحوادث الصناعية، وتهدف إلى منع وقوع الحوادث، أو تقليل تواترها وشدتها والتخفيف من آثارها إذا لزم الأمر. تعزز الاتفاقية التعاون الدولي النشط بين الدول، قبل وأثناء وبعد وقوع حادث صناعي.
تساعد الاتفاقية أطرافها، أي الدول أو بعض المنظمات الإقليمية التي وافقت على الالتزام بالاتفاقية على منع الحوادث الصناعية التي يمكن أن تكون لها آثار عابرة للحدود، والاستعداد للحوادث والاستجابة لها في حالة وقوعها، كما تشجع أطرافها على مساعدة بعضهم البعض في حالة وقوع حادث ، والتعاون في البحث والتطوير، وتبادل المعلومات والتكنولوجيا.
تم تشكيل مؤتمر الأطراف ليكون الجهاز الرئاسي للاتفاقية في اجتماعه الأول في بروكسل في 22-24 تشرين الثاني / نوفمبر 2000.
من أغسطس 2013 ضمت الاتفاقية 41 طرفً، بما في ذلك الاتحاد الأوروبي وروسيا ومعظم البلدان الأخرى في جميع أنحاء أوروبا، بالإضافة إلى أرمينيا وأذربيجان وكازاخستان. تم التوقيع على المعاهدة ولكن لم تصدق عليها كندا والولايات المتحدة.
في اجتماعه الثالث عام 2004، اعتمد مؤتمر الأطراف برنامج مساعدة لدعم بلدان أوروبا الشرقية والقوقاز وآسيا الوسطى وجنوب شرق أوروبا في تنفيذ الاتفاقية.
اعتُمد بروتوكول المسؤولية المدنية عن الأضرار والتعويض عن الضرر الناجم عن الآثار العابرة للحدود للحوادث الصناعية على المياه العابرة للحدود، في كييف، أوكرانيا في 21 مايو 2003، البروتوكول هووثيقة مشتركة لاتفاقية الآثار العابرة للحدود للحوادث الصناعية و لاتفاقية حماية واستخدام المجاري المائية العابرة للحدود والبحيرات الدولية. تم التوقيع على البروتوكول من قبل 24 دولة أوروبية ولكن اعتبارًا من عام 2013، تم التصديق عليه فقط من قبل المجر وهو ساري العمل به.